# Circuit dual
La notion de dualité est un des outils utilisés en électrocinétique.

## Définition
À chaque circuit électrique on peut faire correspondre un autre circuit appelé circuit dual où toutes les équations sont identiques à condition de permuter les tensions par les intensités.

## Quelques exemples
- Le dual du circuit diviseur de tension est le circuit diviseur de courant
- Le dual d'un nœud est une maille
- Le dual d'un hacheur série (abaisseur) est un hacheur parallèle (élévateur)

## Exemple simple: circuits RLC série et parallèle
Le dual d'un circuit RLC série est un circuit RLC parallèle. 
|                      | Circuit RLC série                                              | Circuit RLC parallèle                                                     |
| -------------------- | -------------------------------------------------------------- | ------------------------------------------------------------------------- |
| Schéma               |                                                                |                                                                           |
| Équation principale  | {\displaystyle V=Ri+L{\frac {di}{dt}}+C\int i}                 | {\displaystyle i={\frac {1}{R}}V+C{\frac {dV}{dt}}+L\int V}               |
| Fréquence propre     | {\displaystyle f_{0}={\frac {1}{2\pi {\sqrt {LC}}}}}           | {\displaystyle f_{0}={\frac {1}{2\pi {\sqrt {CL}}}}}                      |
| Taux d'amortissement | {\displaystyle \zeta ={\frac {R}{2}}{\sqrt {\frac {C}{L}}}\,.} | {\displaystyle \zeta ={\frac {1}{\,2\,R\,}}{\sqrt {{\frac {L}{C}}~}}\,~.} |

## Méthode de construction du circuit dual
- On part du schéma du circuit initial
- On crée un nœud à l'intérieur de chaque maille de ce circuit plus un à l'extérieur
- On trace un lien entre chacun de ces nœuds en passant systématiquement à travers un dipôle du montage
- On obtient le circuit dual en dessinant un circuit où chacun des liens précédents contient le dipôle dual de celui qui a été coupé par le lien.